# Prosopistomatidae
De Prosopistomatidae vormen een familie van haften (Ephemeroptera).

## Geslachten
De familie Prosopistomatidae omvat slechts het volgende geslacht:
- Prosopistoma Latreille, 1833